# オロチ (KOF)
オロチは、SNK（SNKプレイモア）の対戦型格闘ゲーム『ザ・キング・オブ・ファイターズ』シリーズに登場する架空のキャラクター。
また、ここでは『ネオジオバトルコロシアム』に登場するキャラクター、ミズチについても記述する。

## キャラクター設定
『ザ・キング・オブ・ファイターズ』（以下『KOF』と表記）シリーズの「オロチ編」の黒幕で、オロチ一族の長である。存在そのものは『KOF'96』の時点で明かされている。
シリーズ4作目の『KOF'97』（以下『'97』と表記）の最終ボスとしてゲーム本編に初登場する。
「地球意思」と呼ばれる肉体を持たない魂魄のような思念の集まりで、活動するためには必ず触媒が必要となり、憑依する触媒によってその姿は変わる。『'97』ではクリスが触媒とされ、白いスラックスと茶色の革靴を身に着け、裸の上半身に黒い文様を浮かび上がらせた白髪の成人男性の姿を取った。なお、この姿については「クリスが成長した姿にオロチの要素が加わったもの」という旨のコメントがされている。
怒りや憎しみといった「負の感情」が広く流布したことで地球全体の意思が最悪の形でバランスを失いかけた際、平衡感覚を取り戻すために出現する存在ともされ、人類の抹殺は目的ではなく、あくまで失われた平衡感覚を取り戻すための過程の一つに過ぎない。そのため、その存在は善悪といった人間の定義に当て嵌めることは不可能であり、『'97』において復活した際も眷属である八傑集とは異なり人類に対して怒りや憎しみのような感情は見せず、淡々とした態度を取っている。
その他、相手の心を読む能力を持ち、ゲーム中のムービーでは、復活直後にその能力で相手チームの思考や技、戦術や戦略を読み取り即座に看破している。
そのままで世界を消し去るのは難しいらしく、エネルギーを効率的に集めるためのアンテナ役となるクシナダヒメ（現在は、京の彼女のユキとして転生している。）の存在が不可欠とのこと。
なお、『'97』で「ニューフェイスチーム」（または「オロチチーム」）を選択したルートでのみ現れる「オロチチーム」は、プレイヤー側が分離させた精神体という設定であり、そちらのルートでは、精神体の方のクリスを触媒にしている。
また、『'97』や『'98』の公式イラストやゲーム中のデモ等では、瞳孔が垂直のスリット型に描かれている。

### 1800年前の戦い
オロチは人がこの世に誕生する以前の遥か古代から、自然を含む地球上の生きとし生けるものすべてを見守り、時にはそれらに恩恵を、時にはそれらに苦難を『自然がもたらすもの』として与え続けてきた。しかし、進化した人類は徐々に自然を害す存在になり、オロチはついに人類を自然の一部ではないと判断し、人類に対して敵対するようになった。
人々の心の弱い部分にとりつき、憎悪・嫉妬・怨嗟などあらゆる負の感情を膨らませ、世を混乱に陥れる。また、自らの眷属である八傑集にも直接的な制裁を行わせ、その圧倒的な力によって暗黒パワーを効率的に引き出すために必要な巫女である8人の娘たちを次々と捕らえ、クシナダ以外の7人の確保に成功する。人間の大規模な抵抗によってクシナダの確保には苦戦したが、オロチ自身が既に捕らえた7人を使って不完全ながらも復活を果たすことで人間たちの注意を引き、その隙を突いてクシナダを捕えることに成功した。
そして完全復活を果たしたオロチによる人類の粛清が始まるはずであったが、紅蓮の炎を身につけた草薙・八尺瓊一族と、呪術に長けた八咫一族（後世に伝えられる「三種の神器」）により、完全復活のための力が臨界に達した瞬間に巫女の結束を崩すという奇襲を受け、クシナダの奪還を許してしまう。
こうして、クシナダの欠落により不完全な復活を脱することができなかったオロチは、三種の神器によって八傑集共々封じられることとなった。

### 『'97』にて
1800年前に八傑集ともども封印されたオロチは、八咫によって厳重に監視されており、660年前の八尺瓊一族によるオロチ解放未遂の際も解放されることはなかったが、八傑集の解放、八尺瓊と草薙・八咫の敵対といった事件はその後長い時間を経てオロチ復活へと繋がることとなる。そして、『'96』の大会前にゲーニッツが神楽（八咫）姉妹の片割れである神楽マキを殺害したことにより、オロチは1800年ぶりに封印を解かれることとなり、自らの復活およびクシナダの転生体であるユキを狙わんとする。
『'97』では七枷社・シェルミー・クリスの働きにより復活したが、草薙京・神楽ちづる・八神庵の3人により再び封じられた。
その正体は強大な暗黒パワー（後述）の塊で、これをオロチと呼ぶ場合がある。

### その後
『'97』以降は、プレイステーション2用『KOF2000』のマニアックストライカー、『KOF2002』および『KOF NEOWAVE』でのクリスのMAX2の演出、『KOF'98 ULTIMATE MATCH』（以下『'98UM』と表記）などで登場している。
『KOF2003』では、「遙けし彼の地より出る者」と名乗る謎の一味である無界と牡丹の2人が神楽ちづるを利用したことで再び封印は解除された上、『KOF XI』で同メンバーの禍忌と紫苑の働き掛けにより、復活の兆しを見せ始める。
「遙けし彼の地より出る者」によるオロチの封印の解除および復活の真の目的は、時空の扉を開き、元の過去に帰還して未来を自由自在に作りかえることにあった事が判明した。
『KOF XIV』の八神チームエンディングにおいて、バースの力によって目覚めようとするも触媒を持たず存在を維持することすらままならない状態だったため、京・庵・ちづるによって封じられる。
『KOF SKY STAGE』では「炎のさだめのクリス」ともどもステージ5のボスとして登場する。
『SNKヒロインズ』のシェルミーEDにも少しだけ登場している。

### 暗黒パワー
力としてのオロチの別名であり、オロチの正体である。大方、オロチ（又はオロチの力）と表記されている。「地球上に存在する万物の精神力とされており、その源泉となるのは地球に存在するものすべて」だと開発側で述べられている。暗黒パワーは使い手の精神力によって、高くもなり低くもなる。無論、精神力が高ければ、それだけ絶大な力を持つことができる。
現在判明している暗黒パワーには以下の4個がある。『CAPCOM VS. SNK 2 MILLIONAIRE FIGHTING 2001』では殺意の波動と対に位置する力として描写された。
- 風 - 風を操る。（「吹き荒ぶ風」のゲーニッツ）
- 地 - 大地を司る。（「乾いた大地」の社）
- 雷 - 電気を操る。（「荒れ狂う稲光」のシェルミー）
- 炎 - 紫炎を操る。（「炎のさだめ」のクリス）

オロチの意思を受け継ぎし者たちの集団、オロチ一族の使用できる自然の力。オロチ一族（庵とレオナを含む）とオロチ八傑集、ルガール・バーンシュタインがこれらを操る。また八神一族がどの力を用いているのかは明らかにされていないが、ゲーニッツが彼らに「血の盟約」で力を頒布したと、発言している。
覚醒前のニューフェイスチームの3人（七枷社、シェルミー、クリス）は、これらの力を使わない格闘スタイルを用いている。

## バリエーション

### ミズチ
ミズチは、SNKプレイモアの対戦型格闘ゲーム『ネオジオバトルコロシアム』（以下『NBC』と表記）に登場するキャラクター。アーケード版ではネット購入により使用できる。
複合組織「WAREZ」がオロチの細胞片から生み出したという、いわばクローンで造られた生命体だが、上記の通りオロチは思念の存在であるため、「オロチの細胞片」などというものはありえない。登場演出では、オロチがクリスの肉体に宿った時のように、子供の姿からオロチと同じ姿にまで成長する。ちなみに子供の姿のミズチは黒髪で、クリスとの同一性はあまり見られない。
なお、オロチのバリエーションではあるもののゲーム中のドットグラフィックについてはオロチのものをそのまま使用している部分は少なく、『'98UM』で使用できるようになったオロチとは通常技などの細かな動作も大部分が異なっている（ニュートラルポーズもズボンの皺や両手の動きなどが修正されている）。
オロチは声や技から壮麗さと神々しさを感じさせたが、ミズチは不気味さを感じさせる。
ボスとして登場の際には、プレイヤーによる撃破後に突然老化し、衰弱死する。操作キャラクターとして使用した場合、エンディングにおいてオロチからの呼び掛けを受けてオロチと融合した（あるいは吸収された）描写がある。
アプリ『'98UM ONLINE』ではオロチの裏キャラクターとして登場する。

## 技の解説
オロチの必殺技と超必殺技は、『'97』では正式な技名が設定されていないため、便宜上、技の動作そのものを表した仮称が付けられている。『ザ・キング・オブ・ファイターズ 京』では技名が表示されるが、全て「?」とスペースによる伏字になっている（以下ではアンダーバーで代替表記する）。後に、『'98UM』ではミズチのものと同じ技名が"逆輸入"という形で正式に採用されている。

### 通常投げ
門客人（あらはばき） ※『京』では「___????___」
オロチは相手を浮かせて斬り付けるかのようなエフェクトと共に弾き飛ばす。『京』ではキック系の必殺技になっており、全身から光を放って弾き飛ばす。
ミズチは相手を浮かせて火柱で追撃する。

### 必殺技

#### オロチの必殺技
火闌降（ほのすそり） ※『'97』では「火柱を起こす」、『京』では「_?__?__?__」
間を置いて、画面上部まで届く落雷のような火柱を発生させる。火柱はボタンによって出現位置が異なり、A→Dの順に発生位置がオロチから離れる。攻撃判定が細く、発生も遅いため若干使いにくい。しかし『'98UM』では、ダウン追撃判定が加わり、発生も早くなったので使いやすくなった。『京』ではパンチ系の必殺技。技名の由来は火闌降命。
解除（はらえ） ※『'97』では「衝撃波を出す」、『京』では「_?_?_?_?_?」
前方へ差し出した手から、ジャンプで飛び越すのは無謀といえるほどの縦長の攻撃判定を持つ黒光りする鏡面のような空間を歪ませた形状の衝撃波を飛ばす。衝撃波は5ヒット（『'97』では3ヒット）して、相手の飛び道具を打ち消しつつ飛んでくる。『京』ではキック系の必殺技。
顕斎（うつしいわい）（B版） ※『'97』では「前方にバリアを張る」、『京』では「__?__?__?_」
手を前方に差し出し、相手の食らい判定が接触すると、鏡のようなバリアを発生させて吹き飛ばす。差し出す手はガードで防ぐことが可能。地面にダウンした瞬間にダメージが発生。『'97』と『'98UM』とでは性能が異なり、『'97』では突き出した手に攻撃判定が存在するが、『'98UM』ではカウンター技に変更され、地上通常・特殊技を掴む仕様になっている。技名の由来は、「目に視えぬ神を視えるように祀る・そこに神がいるかのように仕える」という意味の言葉。『京』ではパンチ系の必殺技。
顕斎（うつしいわい）（C版） ※『'97』では「斜め上にバリアを張る」
手を斜め上に差し出し、相手の食らい判定が接触すると、鏡のようなバリアを発生させて吹き飛ばす。差し出す手はガードで防ぐことが可能。地面にダウンした瞬間にダメージが発生。『'97』と『'98UM』とでは性能が異なり、『'97』では突き出した手に攻撃判定が存在するが、『'98UM』では捌き技に変更され、ジャンプ攻撃と必殺技を掴む仕様になっている。
糺（ただす） ※『'97』では「相手の飛び道具を跳ね返す」
相手の飛び道具を体内に吸収し、それを専用の飛び道具に変えて跳ね返す。跳ね返りにはタイムラグが存在する。しかし発動してもモーションが一瞬しかないため、コマンドを入力しても本当に発動したのか分かりにくい。飛び道具発射後はすぐに動けるため、追い駆けて追撃することも可能。

#### ミズチの必殺技
解除（はらえ）
オロチの「解除」に相当。鏡のような飛び道具ではなく、接触すると面積が広くなるなんらかの紋章を模った膜状の物体を放つ。オロチの飛び道具と違い、最大ヒット数は8ヒットに固定されているが、オロチと違いしゃがんだ相手には当たらず、空中の相手にあてるとまれに1HITしかしないこともあり、さらには通常の飛び道具にもかき消されてしまうなど、オロチと比べると相当弱体化が目立つ。また、コマンドが→←↓→になっているためオロチよりも即座には出せなくなっている。
誓約（うけい）
立ち強キックか上記の「解除」からの追加技で、ルガールの「ジェノサイドカッター」に似た蹴りを繰り出す。下記の「混」でのみ、スーパーキャンセルが可能。なお、（オロチも含めて）遠距離立ち強キックも同じ動作であるがヒット数は1ヒットのみ。
オロチは『'98UM』で使用。こちらは通常技から独立しており、単体で繰り出す事が出来る。技名の由来はうけい。
顕斎（うつしいわい）
オロチの「顕斎」の双方に相当。CPU専用版は、可視の鏡状のバリアーを張ったものだが別物の非常に強力な技となっており、全ての攻撃、相手が接触した瞬間に面積が広くなった「解除」と全く同じ物体が放たれる。ミズチの使う必殺技の中では威力が一番高い。相殺も不可能。一方、プレイヤー版の「顕斎」は、オロチの物と同じく不可視で当たると空中に舞い上がり、連続技を決めやすい。ヒット後、何も手を出さずにいれば相手が地面にダウンした瞬間にオロチ同様ダメージが発生する。しかし、追撃を決めるために攻撃を加えた場合、その分のダメージは失われる。ちなみにCPU版のミズチは、この両方の使用が可能である。
糺（ただす）
オロチの「糺」に相当するが、当て身打ちの性能も備えている。オロチの吹っ飛ばし攻撃の動作を取り、体から強パンチと同じような衝撃波を発生させる点が大きく異なる。
火闌降（ほのすそり）
オロチの「火闌降」に相当。プレイヤー専用のミズチでは弱パンチ、弱キック、強パンチ、強キックの順番に遠い位置に火柱を出現させる上にキャンセルが可能。CPU専用のミズチは恐らくどのコマンドからでも自由なキャンセルが可能であり、相手のいる場所に2本同時（若干の時間差あり）、自分の手前に1本発生させるといった、接近を困難にさせるパターンで攻撃してくる。
御大（みほ）
「糺」の空中版に相当する技だが、飛び道具は発生しない。技名の由来は「神が依りつくにふさわしい」という意味の言葉。

### 超必殺技

#### オロチの超必殺技
混（まろかれ） ※『'97』では「画面全体に光を浴びせる」、『京』では「????__????」
真上を仰いで「全てを無に還す」という趣旨の台詞を発してから、画面全体に眩い光を浴びせて攻撃する。ヒット効果は、地上だとのけぞりの後に吹き飛んでダウンして、空中だと攻撃が当たるたびに吹き飛んでからダウンする（ダウン回避は可能）。発生は早く、対空、割り込み、飛び道具を潰す手段のほかに連続技にも組み込めるなど、汎用性が高い技。また、体力ゲージの半分以上を減らすほどの威力を誇る。『'98UM』ではMAX版が追加された。なお、攻撃判定が画面の左右半分ずつ交互に出るため、2つの攻撃判定が交わる画面中央付近で当てた場合、攻撃力とヒット数が約2倍に増加する。技名は「陰陽も分かれていない様」という意味を持つ。
大神（おおみわ） ※『'97』では「相手を引き込んで魂を抜く」、『京』では「??__??__??」
相手を自分の近くまで引き寄せてから、相手の胴体に片腕を突き刺して魂を引き抜いて握り潰す。潰された相手は錐揉み回転しながら大きく吹き飛んでダウンする。相手がオロチの背後にいようとも有効間合いに入ると、この一連の攻撃が発動する。投げ技扱いのためガードは不可であり、またダウン回避も不可。
相手を引き寄せる動作中はオロチの体が青白く光るが、この間は無敵ではなく全くの無防備状態。また、地上・空中を問わず相手を引き寄せるが、技が本格的に発動するのは「投げられ判定がある相手が地上にいて、且つ有効間合いに入った」時であるため、相手は間合いに入る前に飛び上がって空中からの攻撃による反撃が容易である。しかし、相手がダウンしている状態でも強制的に引き寄せることができるだけでなく、相手が起き上がる際にその近くで発動すると、回避が不可能になる。『'98UM』でのMAX版では、魂を握り潰すと髑髏が浮かぶ赤い気の柱が立ち、相手を真上に吹き飛ばす。

#### ミズチの超必殺技
大神（おおみわ）
オロチの「大神」に相当するが、純粋なコマンド投げとなっているため、吸い込み演出がなくなっている。3ヒットする。
混（まろかれ）
オロチの「混」に相当。しかしオロチのものと違い、相手がダウンしていてもこちらの技は何故か当たることがある。発生は、プレイヤー専用のミズチはオロチのものより少し遅くなった程度だが、CPU専用のミズチはオロチのものに匹敵するほど速い。背景が黒くなったのち、相手のいる場所に「解除」と同じような物体らしき衝撃波（8ヒット）を発生させるように変わっている。

## 声の出演
オロチ
緒方りお（『KOF'97』、『KOF'98 ULTIMATE MATCH』、『KOF SKY STAGE』）
くまいもとこ（ドラマCD『ザ・キング・オブ・ファイターズ'97 宿命編』）
大原桃子（『THE KING OF FIGHTERS: WORLD』）
青木志貴（アプリ『THE KING OF FIGHTERS ALLSTAR』）
ミズチ
丸尾恒人

## 関連人物
- 草薙京 … オロチ一族の宿敵
- 八神庵 … オロチ一族の宿敵、かつて力を与えた一族の末裔
- 神楽ちづる … オロチ一族の宿敵
- 草薙柴舟 … オロチ一族の宿敵
- ゲーニッツ … オロチ八傑集四天王、手下
- 七枷社 … オロチ八傑集四天王、手下
- シェルミー … オロチ八傑集四天王、手下
- クリス … オロチ八傑集四天王（オロチの触媒）、手下
- マチュア … オロチ八傑集、ゲーニッツの側近的存在
- バイス … オロチ八傑集、ゲーニッツの側近的存在
- ガイデル … オロチ八傑集の意思のみ受け継いだ者
- レオナ・ハイデルン … オロチ八傑集の力を受け継いだ者
- 山崎竜二 … オロチ八傑集、敵対関係、『餓狼伝説』シリーズの客演キャラクター
- ギース・ハワード … 力を狙う者、敵対関係、『餓狼伝説』シリーズの客演キャラクター
- ルガール・バーンシュタイン … 力を奪った者、敵対関係
- 斎祀 … 遥けし彼の地より出ずる者の長、敵対関係
- 無界 … 遥けし彼の地より出ずる者、敵対関係
- 牡丹 … 遥けし彼の地より出ずる者、敵対関係
- 紫苑 … 遥けし彼の地より出ずる者、敵対関係
- 禍忌 … 遥けし彼の地より出ずる者、敵対関係
- シュルーム … 遥けし彼の地より出ずる者、敵対関係
- リメロ … 遥けし彼の地より出ずる者、敵対関係
- 巳沢雫 … オロチの触媒の1人、『Days of Memories』のキャラクター。
- 神・豪鬼 … CAPCOMとのクロスオーバーシリーズにおいて、ルガールにオロチの力を注入された者。